# Berlin-Marathon 2012
| 39. Berlin-Marathon    | 39. Berlin-Marathon                |
| ---------------------- | ---------------------------------- |
| Stadt                  | Berlin, Deutschland                |
| Datum                  | 30. September 2012                 |
| Distanz                | 42,195 Kilometer                   |
| Sieger                 |                                    |
| Männer                 | Geoffrey Kiprono Mutai (2:04:15 h) |
| Frauen                 | Aberu Kebede (2:20:30 h)           |
| ← Berlin-Marathon 2011 | Berlin-Marathon 2013 →             |
| Website                | Offizielle Website                 |

Der Berlin-Marathon 2012 war die 39. Ausgabe der jährlich stattfindenden Laufveranstaltung in Berlin, Deutschland. Der Marathon fand am 30. September 2012 statt und war der vierte World Marathon Majors des Jahres.
Bei den Männern gewann Geoffrey Kiprono Mutai in 2:04:15 h und bei den Frauen Aberu Kebede in 2:20:30 h.

## Ergebnisse

### Männer
| Platz | Athlet                    | Land  | Zeit (h)   |
| ----- | ------------------------- | ----- | ---------- |
| 01    | Geoffrey Kiprono Mutai    | Kenia | 2:04:15 PB |
| 02    | Dennis Kipruto Kimetto    | Kenia | 2:04:16 PB |
| 03    | Geoffrey Kipsang Kamworor | Kenia | 2:06:12 PB |
| 04    | Nicholas Manza Kamakya    | Kenia | 2:08:28    |
| 05    | Josphat Keiyo             | Kenia | 2:08:41    |
| 06    | Josphat Kepkopol          | Kenia | 2:08:44    |
| 07    | Jonathan Maiyo            | Kenia | 2:09:19    |
| 08    | Eliud Kiptanui            | Kenia | 2:09:59    |
| 09    | Felix Keny                | Kenia | 2:10:22    |
| 10    | Masakazu Fujiwara         | Japan | 2:11:31    |

### Frauen
| Platz | Athletin                       | Land                   | Zeit (h)   |
| ----- | ------------------------------ | ---------------------- | ---------- |
| 01    | Aberu Kebede                   | Äthiopien              | 2:20:30 PB |
| 02    | Tirfi Tsegaye                  | Äthiopien              | 2:21:19 PB |
| 03    | Olena Schurchno                | Ukraine                | 2:23:32 NR |
| 04    | Flomena Chepchirchir           | Kenia                  | 2:24:56    |
| 05    | Fate Tola                      | Äthiopien              | 2:25:14 PB |
| 06    | Alewtina Biktimirowa           | Russland               | 2:28:45    |
| 07    | Caroline Jepchirchir Chepkwony | Kenia                  | 2:30:34 PB |
| 08    | Anna Hahner                    | Deutschland            | 2:30:34    |
| 09    | Sonia Samuels                  | Vereinigtes Königreich | 2:30:56 PB |
| 10    | Degefa Biruktayit              | Äthiopien              | 2:33:27    |